# Barbeya
Barbeya, maleni biljni rod u porodici kojoj pripada samo vrsta koja raste na malenom području jugozapada Arapskog poluotoka i susjednog priobalja Afrike. Uključena je u red Rosales (ružolike).
Cronquist i Takhtajan klasificirali su je podrazredu Hamamelidae, i to Takhtajan redu Barbeyales (i nadredu Barbeyanae) a Cronquist redu Urticales.
Jedina vrsta Barbeya oleoides maleno je stablo nalik maslini, ali i s mnogim karakteristikama brijesta koje raste po Etiopiji, Somaliji i Arapskom poluotoku. Muški i ženski cvjetovi su na zasebnim biljkama a oprašuje ih vjetar.